# Askeladden (sagofigur)

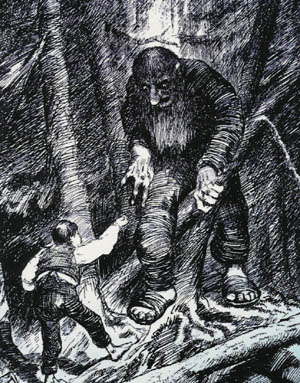
Askeladden och trollet. Sagoillustration av tecknaren Theodor Kittelsen.

Askeladden, även känd som Espen Askeladd och Oskeladden (nynorska), är en fiktiv person som förekommer i norska folksagor. Han är sagornas hjälte, den yngste pojken som ingen förväntar sig något av men som ändå segrar till slut. Namnet är skapat av sagosamlarna Peter Christen Asbjørnsen och Jørgen Moe och är en eufemism eller förskönande omskrivning av det folkliga "Oskefisen". Ordet ladd betyder på norska pojke. Det norska ladd och det engelska lad, vilket betyder just pojke, är sannolikt samma ord. I några av Asbjørnsens och Moes sagor kan figuren ha andra namn, som Tyrihans, eller bara "pojken".
I motsvarande svenska sagor kallas denne hjälte för Askefisen, vilket betyder askblåsaren, eller Askepåten.